# Manny Villar
Manuel "Manny" Bamba Villar jr. (Manilla, 13 december 1949) is een Filipijnse zakenman en politicus. Hij was van 2006 tot 2008 voorzitter van de Filipijnse Senaat. In het verleden was Villar bovendien van 1998 tot 2001 voorzitter van het Filipijnse Huis van Afgevaardigden. Hij leidde in die tijd de afzettingsprocedure tegen president Joseph Estrada. Villar is de huidige voorzitter van de Nacionalista Party en deed namens die partij bij de verkiezingen van 2010 een gooi naar het presidentschap.

## Vroege leven en carrière
Manny Villar werd geboren op 13 december 1949 in Moriones in de wijk Tondo in Manilla. Zijn vader is Manuel Montalban Villar sr., een ambtenaar uit Cabatuan in Iloilo. Zijn moeder is Curita Bamba, een visverkoper uit Pampanga en Bataan. Villar is de tweede uit een gezin van negen kinderen en hij stond al op jonge leeftijd vis te verkopen op de Divisoria Market.
Tijdens zijn studie aan de University of the Philippines werkte Villar als handelaar in vis en garnalen. Hij maakte in die tijd lange dagen, maar wist zijn Masters-diploma in Business Administration te behalen en ging aan de slag als accountant bij Sycip, Gorres, Velayo & Co.. Al na vrij korte tijd echter nam Villar ontslag en begon hij zijn eigen bedrijf in seafood.
Hij werkte nog korte tijd als financieel-analist bij Private Development Corporation of the Philippines. Hier bestond zijn werk uit het verkopen van leningen van de Wereldbank. Ondanks aantrekkelijke rentetarieven was hier weinig interesse voor. Ook hier nam hij vrij snel ontslag en met een van deze wereldbankleningen probeerde hij opnieuw om een eigen zaak te beginnen.
Met een startkapitaal van 10.0000 Filipijnse Peso in 1975 wist hij het zand en gravel bedrijf dat hij begon in Las Piñas uiteindelijk uit te bouwen tot een van de grootste projektontwikkelaars in Zuidoost-Azië. Oorspronkelijk bouwde Camella & Palmera Homes voornamelijk huizen in de goedkopere prijsklasse. Meer recent is men echter begonnen met het verkopen van duurdere huizen.
Zijn succesvolle carrière als zakenman heeft hem diverse onderscheidingen opgeleverd. Hij is bovendien een van de rijkste mensen van de Filipijnen. In 2009 was hij volgens het tijdschrift Forbes de op acht na rijkste person van het land, met een vermogen van $ 530 miljoen

## Politieke carrière
In 1992 ging Villar de politiek in en werd hij gekozen als lid van het Filipijnse Huis van Afgevaardigden namens het kiesdistrict van Las Piñas. Hij werd twee maal herkozen en in zijn derde en laatste termijn werd Villar bovendien gekozen als voorzitter van het Huis van Afgevaardigden. Het was in die periode dat de afzettingsprocedure tegen president Joseph Estrada werd goedgekeurd door het Huis.
Na zijn derde en laatste termijn als afgevaardigde werd Villar in 2001 gekozen als senator. Bovendien werd hij door zijn collega-senatoren gekozen tot voorzitter van het Senaat Pro Tempore (voorzitter bij afwezigheid van de Senaatsvoorzitter). Dit zou hij blijven tot 2003.
In februari 2004 werd Villar gekozen als voorzitter van de Nacionalista Party, de oudste politieke partij van de Filipijnen. In 2004 wilde hij zich kandidaat stellen voor het voorzitterschap van de Senaat, maar stemde hij ermee in om senator Franklin Drilon zijn termijn tot juni 2006 te laten afmaken. Op 24 juli 2006 werd hij door zijn collega senatoren dan toch unaniem tot voorzitter gekozen tot aan de volgende verkiezingen van 2007.
Op 17 november 2008 diende Villar zijn ontslag in als voorzitter van de Senaat. In een verklaring gaf hij aan, niet te kunnen rekenen op de steun van een meerderheid van de senatoren. Senator Juan Ponce Enrile werd daarop met 14 stemmen voor en vijf onthoudingen gekozen als opvolger van Villar als voorzitter van de Senaat.
Bij de verkiezingen van 2010 zal Villar namens de Nacionalista's meedoen aan de presidentsverkiezingen. In alle peilingen in de maanden voorafgaan aan de verkiezingen lijkt het bij die verkiezingen zal gaan tussen hem en collega-senator Noynoy Aquino van de Liberal Party. Voormalig president Joseph Estrada en voormalig minister van Defensie Gilberto Teodoro worden gezien als andere kandidaten voor de winst.

## Persoonlijk
Senator Manny Villar is getrouwd met Cynthia A. Villar, een lid van het Filipijnse Huis van Afgevaardigde namens het district van Las Piñas. Ze hebben samen drie kinderen, twee zonen genaamd Paolo en Mark en een dochter Camille.